# Brachycentrotus intermedius
Brachycentrotus intermedius är en insektsart som beskrevs av Ramos 1979. Brachycentrotus intermedius ingår i släktet Brachycentrotus och familjen hornstritar. Inga underarter finns listade i Catalogue of Life.